# 越南同性婚姻
越南不承認同性婚姻，也不认可其他形式的同性结合。

## 历史
2000年，越南国会批准了新的婚姻法，反对一切形式同居的法律被废除。
2012年5月，一对同性伴侣在河仙市的家里举行了传统的婚礼，但被地方当局制止。该事件被越南媒体广泛报道，并开始就这一问题进行激烈辩论。
两个月后，越南司法部长Ha Hung Cuong宣布政府正在考虑合法化同性婚礼，他指出“为了保护个人自由，应该允许同性婚礼。”预计该议题将在2013年春季的国会上辩论。然而2013年2月，司法部要求国会不要辩论相关议题。
2013年6月，司法部提出取消婚姻家庭法中的同性婚礼禁令，并提出了一些同居同性伴侣的权利法案。2013年10月国会开始辩论。2013年9月24日，政府颁布法令废除对同性婚礼的罚款。该法令于2013年11月11日生效。
2014年5月27日，国会社会事务委员会删除了修订婚姻家庭法的政府一些条例草案中赋予同居同性伴侣的法律地位和一些权利的条款。该法案经国会2014年6月19日通过，2015年1月生效。
2015年1月1日，越南修正的婚姻法生效，同性戀伴侶可以不受干擾與罰款而結婚，在婚姻平權上邁開一大步，領先東南亞。不過，這項開放同性婚姻的新法律，並沒有給予等同於異性婚姻的基本權利。越南法務部官員Bui Minh Hong表示：「同性戀者現在可以舉辦婚禮以及同居，但是他們尚未能夠拿到法定的結婚證書」。

## 法律
越南宪法第64条规定：“家庭是社会的细胞。国家保护婚姻和家庭。婚姻应符合自由意志进行结合，并保持一夫一妻和夫妻平等的原则。父母有责任抚养他们的孩子成为好公民。孩子有义务尊重并照顾他们的父母和祖父母。国家和社会应保护儿童不受歧视。”2013年11月，该条款被废除，取而代之的是36条，不包含婚姻的定义。
从2013年11月12日开始，政府将不再对公开举行同性婚礼的人处以罚款。在当地政府制裁或进行干预的情况下，他们可以利用这个法令来保护自己的合法权益。

## 舆论
2012年12月开展的一项调查显示，越南总人口的37％支持同性婚姻合法化，58％的人反对。
2014年3月的1个调查发现，33.7％的人支持同性婚姻，52.9％的人反对。